# Port-Huron-Erklärung
Die Port-Huron-Erklärung wurde am 11. Juni 1962 durch 59 vom amerikanischen SDS (Students for a Democratic Society) eingeladene Delegierte von amerikanischen Studentengruppen in Port Huron (Michigan) verabschiedet.
Ziel der Erklärung war es, den politischen Willen der Studenten niederzuschreiben, um Gesprächsgrundlage für diejenigen Gruppen zu liefern, die sich mit dem SDS auseinandersetzen wollten. Die Erklärung basiert auf einem 75-seitigen Dokument von Tom Hayden, welches die Philosophie der SDS aus seiner Sicht beschrieb. In dem als Port Huron Statement bezeichneten Dokument stellten sich die Studenten gegen den Rassismus im Süden der USA und die durch den Kalten Krieg entstandene Gefahr eines Atomkriegs. Das politische System der USA wurde ebenfalls kritisiert und die Forderung nach „partizipatorischer Demokratie“ erhoben, da in den Augen der Studenten die Macht in den Vereinigten Staaten von einer kleinen Herrschaftselite ausgeübt wurde. Die Universitäten wurden in diesem Dokument als zentraler Ort zur Änderung der Verhältnisse betrachtet und den politisch engagierten Studenten eine aufklärerische Rolle zugesprochen.
Die Erklärung gewann über die USA hinaus an Bedeutung und wurde zu einer bedeutenden Schrift für die 68er-Bewegung.